# Maillé Brézé (1931)
Maillé Brézé fue uno de los seis destructores (contre-torpilleurs) de la clase Vauquelin construidos para la Marina Nacional francesa en la década de 1930. El buque entró en servicio en 1933 y pasó la mayor parte de su carrera en el Mediterráneo, a veces como buque insignia. Durante la guerra civil española de 1936-1939, fue uno de los buques que ayudaron a hacer cumplir el acuerdo de no intervención. 
Cuando Francia declaró la guerra a la Alemania nazi en septiembre de 1939, todos los destructores tipo Vauquelin fueron asignados a las Fuerzas de Alta Mar (FHM), encargadas de escoltar los convoyes franceses y apoyar a los demás mandos en caso necesario. El Maillé Brézé pasó la mayor parte de los seis meses siguientes escoltando convoyes. Desempeñó un papel secundario en la campaña noruega antes de perderse en una explosión accidental en abril de 1940. La mayor parte de su tripulación sobrevivió al incidente; sus restos no fueron rescatados hasta 1954 y posteriormente fue desguazado.

## Hundimiento

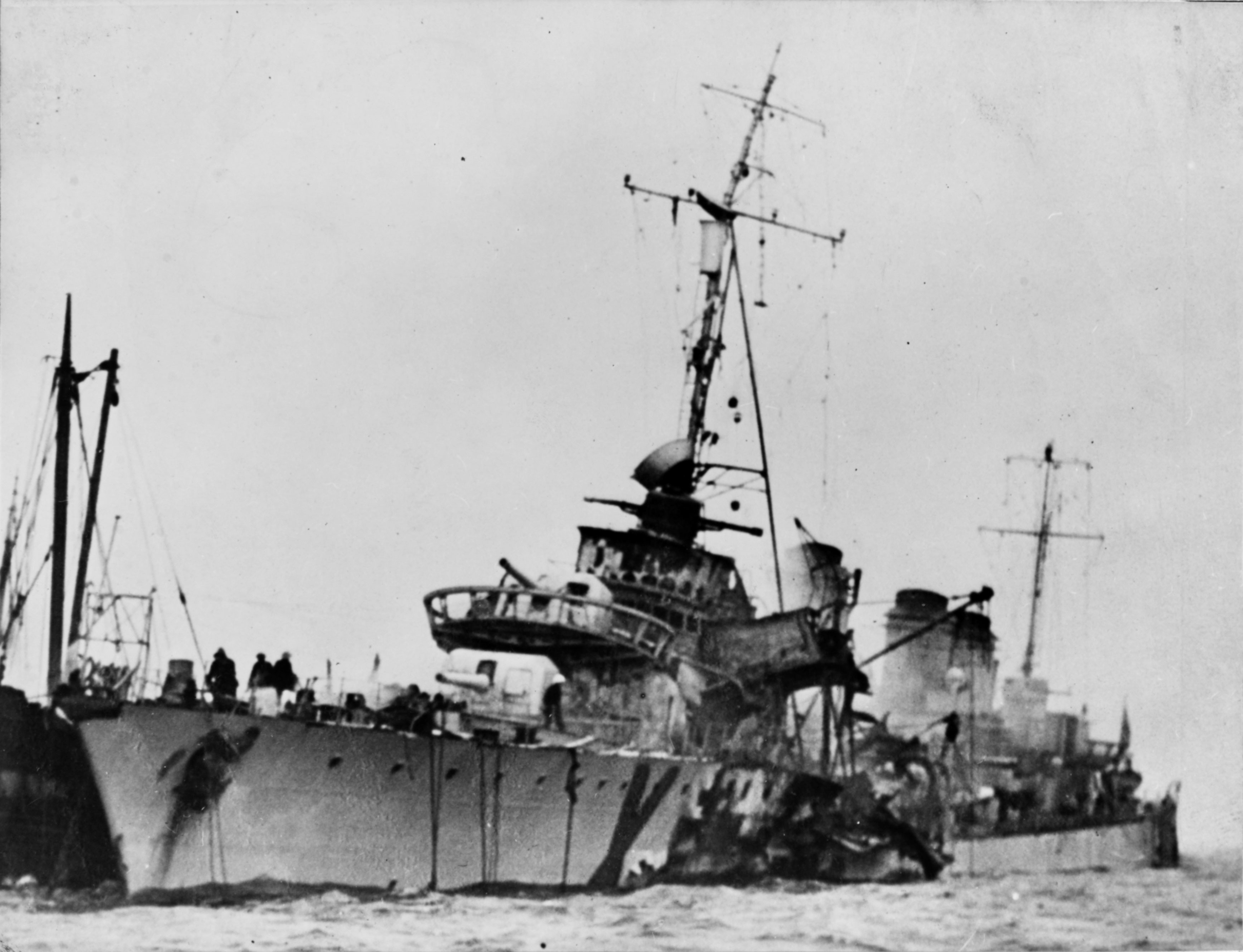
Maillé Brézé en llamas y hundimiéndose el 30 de abril de 1940.

El 30 de abril de 1940, durante la Segunda Guerra Mundial, a las 14:15, mientras el Maillé Brézé estaba fondeado en la cola del banco, en el estuario del río Clyde, frente a Greenock, Escocia, un tubo lanzatorpedos se averió mientras estaba en mantenimiento y lanzó un torpedo armado sobre la cubierta que impactó en el extremo de popa del castillo de proa. 
La detonación prendió fuego a los depósitos de combustible y al cargador de proa, que sin embargo no llegó a explotar. A las 15:15, la tripulación abandonó el barco debido al peligro de explosión, excepto numerosos marineros atrapados en el comedor. Hacia las 16:30, algunos marineros regresaron al buque para inundar el polvorín de popa, y a las 19:30 el incendio estaba controlado por los bomberos de Greenock. Para entonces, el Maillé Brézé estaba tan bajo en el agua que empezó a hundirse antes de que pudiera ser remolcado, y se hundió con los que seguían atrapados en la parte de proa. 
El accidente causó 37 muertos y 47 heridos entre la tripulación. A pesar de que el buque se encontraba lejos del canal principal de navegación cuando se hundió, en 1953 el Ministerio de Transporte estaba preocupado por la inestabilidad de las municiones y las fugas del fuel que le quedaba, y solicitó al Almirantazgo que evaluara la viabilidad de izar los restos del naufragio. 
Tras cortar la mayor parte de la superestructura para reducir el peso del buque, su casco fue izado por primera vez la noche del 3 al 4 de agosto de 1954. Tras encallarlo en una playa cercana, donde se retiraron 40 toneladas largas (41 t) de municiones y 500 toneladas largas (508 t) de fuel, el buque fue reflotado y remolcado a Port Glasgow el 15 de septiembre, donde fue desguazado.